# フジオーゼックス
フジオーゼックス株式会社（英: Fuji OOZX Inc.）は、日本の自動車部品メーカー。大同特殊鋼の子会社で、エンジンバルブ最大手である。

## 主な製品
- エンジンバルブ
  - 国内シェア約33%、世界シェア約15%

## 沿革
- 1951年（昭和26年）12月21日 - 園池バルブ株式会社設立。
- 1952年（昭和27年）6月 - 富士バルブ株式会社に商号変更。
- 1953年（昭和28年）7月 - 大同製鋼（現・大同特殊鋼）が資本参加。
- 1992年（平成4年）12月 - フジオーゼックス株式会社に商号変更。
- 1994年（平成6年）12月22日 - 東京証券取引所市場第二部に上場。
- 2003年（平成15年）7月 - 神奈川県藤沢市から静岡県菊川市に本社を移転。
- 2016年（平成28年）
  - 2月 - 合弁会社フジホローバルブを当社、三菱重工工作機械株式会社の2社で静岡県菊川市に設立。
  - 5月 - 三菱重工工作機械と業務提携を開始。

## 事業所
- 本社・静岡工場（静岡県菊川市）
- 横浜本社（神奈川県横浜市）